# 13063 Purifoy
13063 Purifoy è un asteroide della fascia principale. Scoperto nel 1991, presenta un'orbita caratterizzata da un semiasse maggiore pari a 2,2255897 UA e da un'eccentricità di 0,1949981, inclinata di 4,83339° rispetto all'eclittica.